# Malmgreniella ljungmani
Malmgreniella ljungmani är en ringmaskart som först beskrevs av Anders Johan Malmgren 1867.  Malmgreniella ljungmani ingår i släktet Malmgreniella och familjen Polynoidae. Arten är reproducerande i Sverige. Inga underarter finns listade i Catalogue of Life.